# Pompeiussäule
Koordinaten: 31° 10′ 57″ N, 29° 53′ 47,2″ O

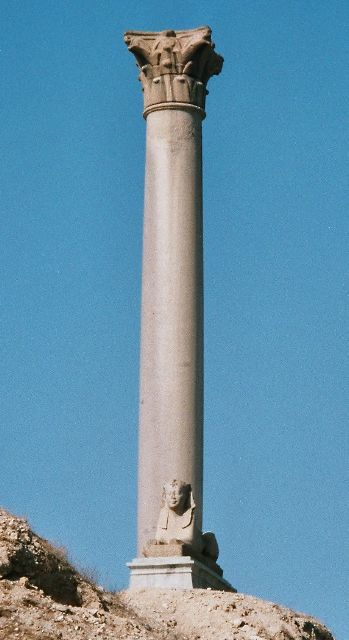
Pompeiussäule in Alexandria

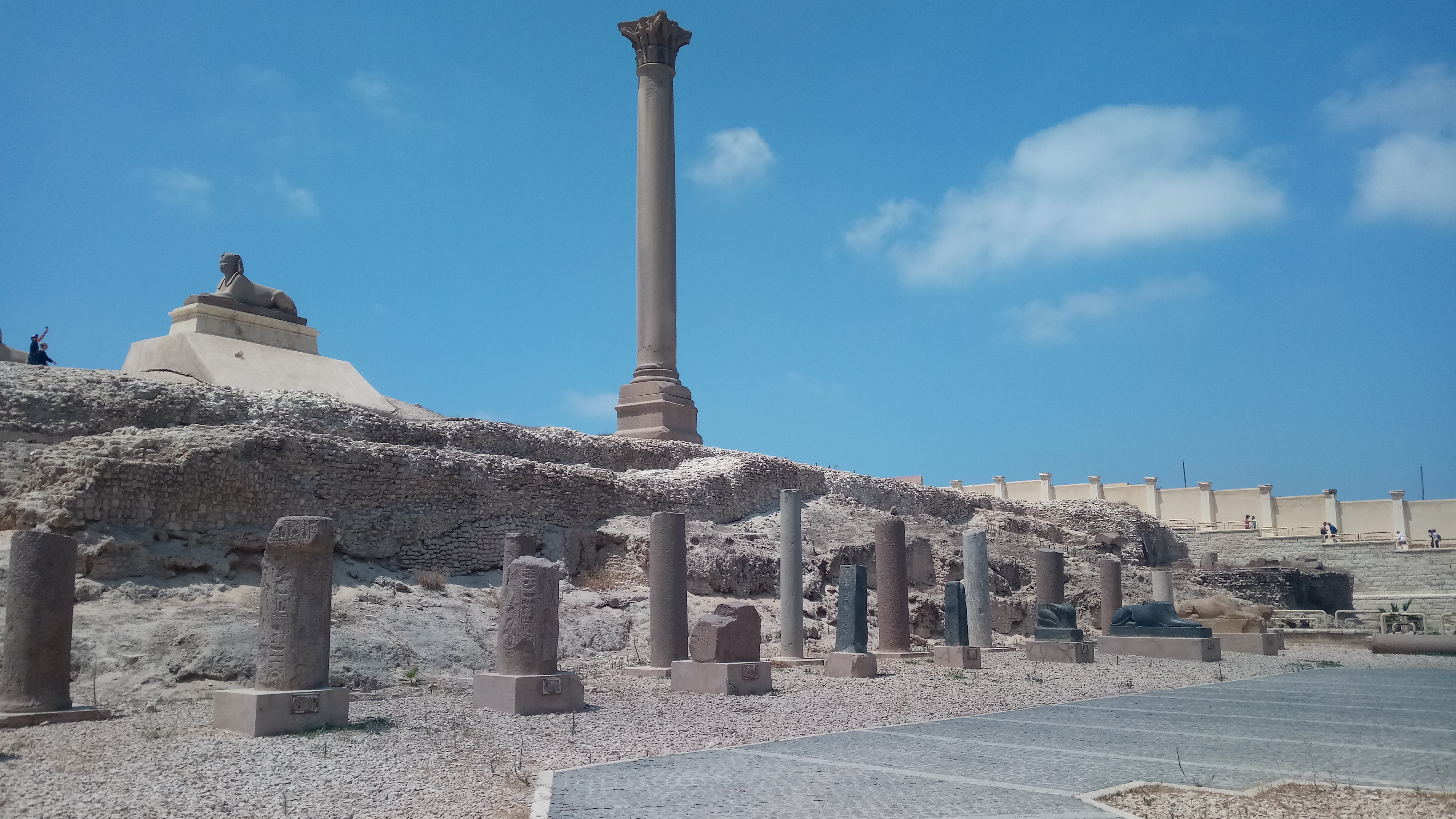

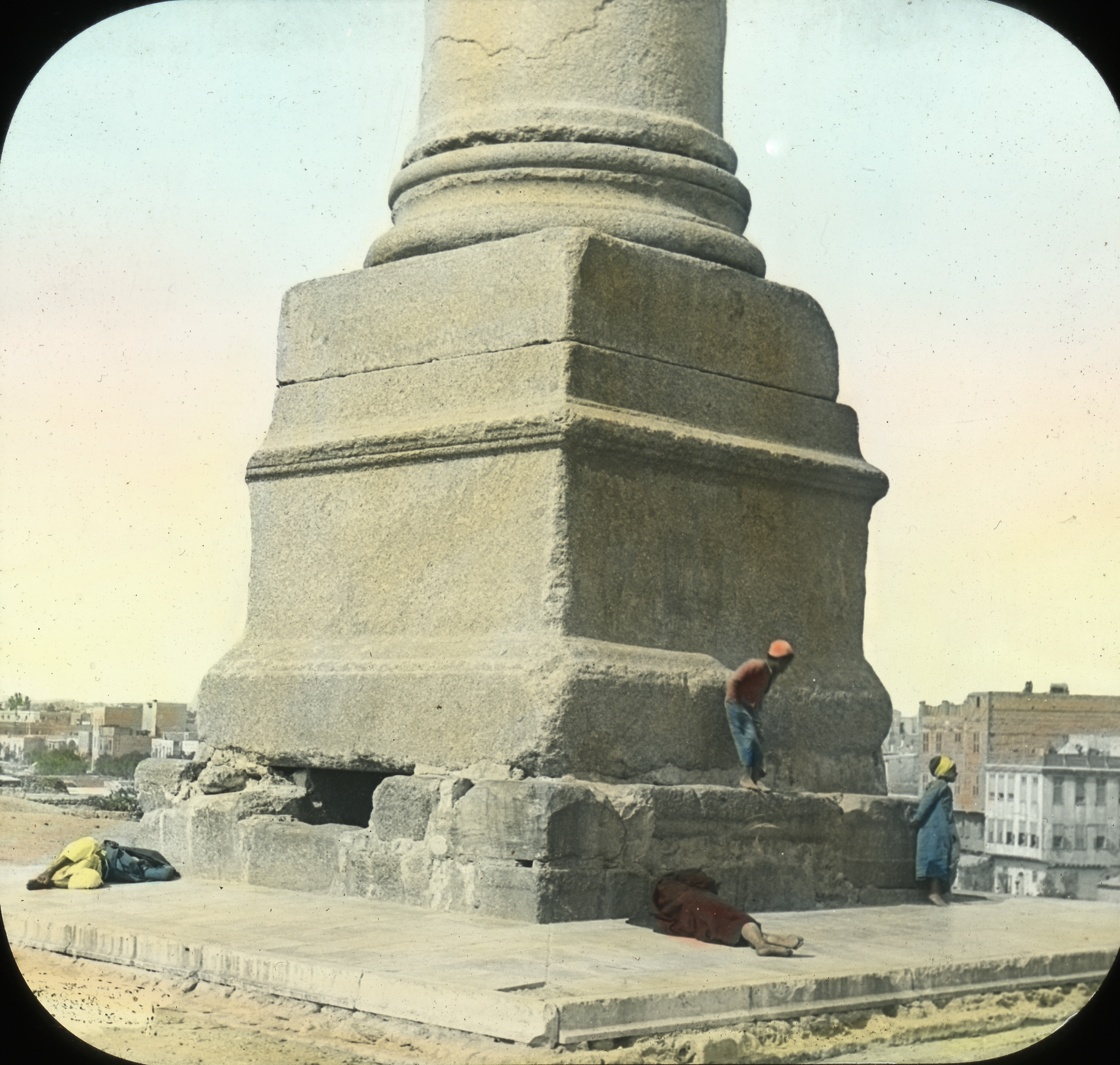

Die Pompeiussäule ist eine römische Siegessäule in Alexandria, Ägypten. Die freistehende Säule, die größte außerhalb der Hauptstädte Rom und Konstantinopel, wurde im Jahr 297 n. Chr. zu Ehren von Kaiser Diokletian errichtet. Die Säulenhöhe beträgt samt Basis und korinthischem Kapitell etwa 28,80 Meter. Der monolithische Säulenschaft aus rotem Assuangranit ist 20,50 Meter hoch, der Durchmesser beträgt an der Basis 2,71 Meter. Das Gewicht des Schafts wird auf 285 Tonnen geschätzt, wodurch sie zu den größten Monolithen der Antike und den weltgrößten monolithischen Säulen gerechnet werden kann.
Die Pompeiussäule erhebt sich auf den Resten einer antiken Mauer, einer mit Architekturfragmenten und Schutt bedeckten Anhöhe, über den Trümmern des berühmten Serapeums. Sie gehört nicht zu den eigentlichen Baulichkeiten des Serapeums, doch da die Säule am Rand des Heiligtums platziert ist, steht sie im Zusammenhang mit der Tempelanlage.

## Geschichte und Benennung
Benannt ist die Säule nach Gnaeus Pompeius Magnus (106–48 v. Chr.), über dessen Grab sie errichtet worden sein soll; bei Appian und Cassius Dio findet sich die Information, dass Caesar den abgeschlagenen Kopf seines Feindes in Alexandria bestattet haben soll. Nach Plutarch wurde die Asche des Hauptes an Cornelia Metella übersandt, die sie im ager Albanus beisetzen konnte. Ein weiteres Grab des Pompeius in Pelusion, in dem die verbrannten Überreste seines Körpers beigesetzt worden sein sollen, wurde während der Ägyptenreise des Kaisers Hadrian (130/1 n. Chr.) zusammen mit den Votivgaben und Statuen, die Anhänger und ehemalige Gefährten des Pompeius dort aufgestellt hatten, wiederhergestellt. Das Schicksal, in einem – heute – unbekannten Grab in Alexandria die letzte Ruhe gefunden zu haben, teilt Pompeius der Große mit einem anderen Großen der Weltgeschichte, mit einem, dem Pompeius ähnlich zu sein schien und mit dem man ihn schon zu Lebzeiten gerne verglich: mit Alexander dem Großen. Den Namen Pompeiussäule oder wie im englischen Pompey´s Pillar hat die Säule von Kreuzfahrern erhalten.
Amud es-Sawari ist der arabische Name, sie wird auch Diokletianssäule genannt. Diese Bezeichnung hat das Denkmal, denn im Jahr 297/8 n. Chr. wurde sie vom Statthalter Ägyptens, [Aelius] Publius, zu Ehren des Kaisers Diokletian errichtet, nachdem dieser seinen Sieg im Jahre 296 n. Chr. über den Christen Achilles errungen hatte. Es ist ungewiss, ob die Pompeiussäule ursprünglich eine Statue Diokletians trug.
Als weithin sichtbares Zeugnis der griechisch-römischen Antike Alexandriens gehörte die Besichtigung der Pompeiussäule seit dem 18. Jahrhundert zum „Pflichtprogramm“ eines jeden Ägyptenreisenden. Dies fand ihren Niederschlag auch in der Literatur, so etwa in Herman Melvilles Moby-Dick, in dem vermerkt wird, dass ein mittels eines Krans aufgetürmtes Rückgrat (spine) eines Wales an die Pompeiussäule erinnere. Im Jahr 1803 ließ der britische Kapitän John Shortland eine Strickleiter an der Säule befestigen und bestieg die Säule mehrfach.

## Beschreibung
Die Pompeiussäule ist in vier Teile aufgeteilt: Sockel, Basis, Schaft und Kapitell.

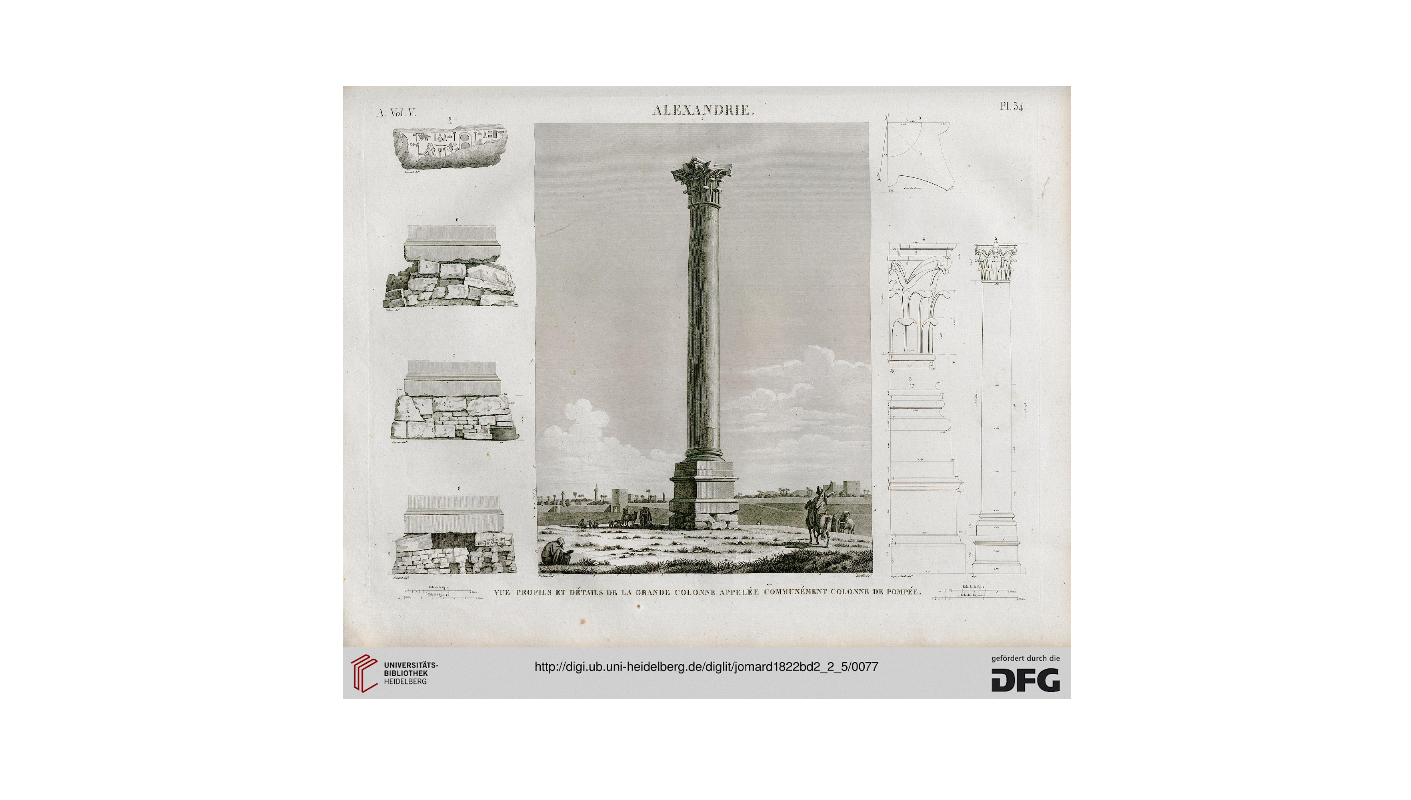
Zeichnungen Sockel

Das Fundament wurde in einer Baugrube gegründet. Es ist heute oberirdisch sichtbar und besteht aus quaderförmigen Blöcken. Rundherum wurde die Grube mit Steinen und Erde aufgefüllt. Alten Zeichnungen und Vermutungen zufolge haben Schatzsucher in der Hoffnung auf Gründungsbeigaben versucht, den bestehenden Fundamentring zu durchdringen. Da die Last der Säule auf dem gesamten Fundament ruht, blieb die Säule unversehrt. Das Fundament ist von außen zu sehen und ragte im 19. Jahrhundert mit drei Schichten über das Begehungsniveau hinaus. Am obersten Block ist eine Spolie, auf der Hieroglyphen zu sehen sind. Auffällig ist hierbei, dass diese Hieroglyphen kopfüber stehen, also der Block verkehrt herum aufgebaut wurde. An der Westseite wurde eine Flickmauer um den Sockel herum gebaut, um den alten Fundamentring zu ersetzen. An dieser Flickmauer ist eine Öffnung.
Der auf dem Fundamentring ruhende Sockel hat eine Höhe von insgesamt 3,25 Metern. Er ist profiliert mit Wulst, Plättchen, Kyma und Gesims. Die Basis ruht auf der oberen Platte des Sockels. Die Basis mit einer Plinthe hat eine Gesamthöhe von 1,80 Metern. Auf der Plinthe ist die Widmung an Diokletian eingraviert.
Der lange Säulenschaft ist aus rotem Granit hergestellt und hat eine glatt polierte Oberfläche. Die Säule weist eine Entasis auf. An der Unter- und Oberseite ist jeweils ein Torus. Die Höhe des Schafts beträgt 20,50 Meter. Die Breite liegt im Durchschnitt bei 2,35 Meter, wobei die Schwellung an der breitesten Stelle 2,71 Meter beträgt.
Abschließend wird die Säule mit einem korinthischen Kapitell vervollständigt. Gleichwohl sieht die Verzierung unvollendet aus, wie zum Beispiel an den Blättern. Diese wurden nicht, wie bei korinthischen Akanthusblattmotiven üblich, detailliert ausgearbeitet, sondern poliert und abgerundet belassen. Ob dies beabsichtigt war, da es mit bloßem Auge nicht zu erkennen ist, oder ob es aus Nachlässigkeit geschah, ist unklar. Die Größe des Kapitells beträgt 3,21 Meter. Eine Einbuchtung von 6-7 cm Tiefe wurde auf der Oberseite des Kapitells festgestellt. Dort hätte vermutlich eine Statue verankert werden können.
Mit einer Gesamthöhe von ca. 28,80 Metern ist die Pompeiussäule damit eine der höchsten Säulen der Antike.

## Vermessung

Skizzen zur Vermessung der Pompeiussäule von Charles Norry

Die so genannte Pompeiussäule weckte bereits im 18. Jahrhundert wissenschaftliche Neugierde. Zu diesem Zweck vermaßen und dokumentierten unter anderem André Dutertre, Jean-Baptiste Lepère, Charles Norry und Jean Constantin Protain die Säule im Jahr 1798 im Rahmen einer napoleonischen Ägyptenkampagne.
Unter anderem wurden Zeichnungen von Sockel, Basis, Schaftansatz, eine Kapitellaufsicht, ein Aufriss der Säule und Details zum Messprozess veröffentlicht.
Norry beschrieb den Prozessablauf in zwei Publikationen ausführlich.
Der Hafenkommandant Dumanoir stellte ihnen zu diesem Zweck Matrosen zur Verfügung und sorgte für die notwendigen Materialien. Über das Kapitell platzierte man mit Hilfe eines Flugdrachens zunächst ein Seil. Mit diesem wurde dann ein Tau verknüpft und am Boden befestigt. Ein Matrose kletterte hinauf und installierte einen Flaschenzug um die Eckvoluten. Damit konnte man sich auf und ab befördern und die Säule vermessen. Die Idee mit dem Flugdrachen hat es laut Norry schon einige Jahre zuvor gegeben und wurde auch im Nachhinein noch genutzt.
Protain und Norry stiegen auf die Säule, um vom Kapitell abwärts zu messen, während Lepère und Duterte den Sockel und die Basis erkundeten und wiedergaben. Für die Höhenmessung nahmen die Männer einen kräftig gespannten Messstrick und rechneten aufgrund der Klimabedingungen mit einem Schrumpfen des Stricks von 20 cm. Die Höhe der Säule wurde insbesondere im 19. Jahrhundert durch mehrere Forscher und Enthusiasten gemessen, über deren unterschiedliche Ergebnisse keine Einstimmigkeit erzielt ist.